# Zaira aureofasciata
Zaira aureofasciata là một loài ruồi trong họ Tachinidae.